# Francisco Zamora Loboch
Francisco Zamora Loboch (ur. 28 sierpnia 1948) – pisarz, poeta, muzyk, kompozytor i dziennikarz z Gwinei Równikowej.

## Życiorys
Urodził się w Santa Isabel (dzisiejsze Malabo) w rodzinie pochodzącej z wyspy Annobón w okresie hiszpańskich rządów kolonialnych. Odebrał wykształcenie w Gwinei, następnie wyemigrował do Hiszpanii. Ostatecznie osiadł w metropolii na stałe, tam też zastała go niepodległość kraju (1968). Początkowo studiował ekonomię, później jednak podjął (i ukończył) studia dziennikarskie w Madrycie. Ostro krytykował kolejnych prezydentów macierzystego kraju, Francisco Macíasa Nguemę oraz Teodoro Obianga Nguemę Mbasogo, nazywając ich barbarzyńcami i traumami.
Zawodowo związany ze środowiskiem medialnym, pracował między innymi dla Agencji EFE, Baleares, Odiel, Pueblo, Mundo Obrero, Diario 16 i El Sol. Otrzymał Nagrodę Julio Camby (1991) za reportaż o dniu z życia bogatego i biednego Afrykańczyka w mieście europejskim. Para się również dziennikarstwem sportowym, jest też trenerem piłki nożnej.
Porusza się dość swobodnie w przestrzeni literackiej. Opublikował dwa zbiory poezji, Memoria de laberintos (1999) i Desde el Viyil y otras crónicas (2008) oraz powieści, Conspiración en el green (El informe Abayak) (2009), El caimán de Kaduna (2012) i La república fantástica de Annobón (2018). Dotykał w swojej twórczości również eseistyki (Cómo ser negro y no morir en Aravaca: manual de recetas contra el racismo, 1994). 
Przez krytykę i historyków zaliczany do tak zwanej generacji ciszy, grupy twórców, której literackie początki były naznaczone dyktatorskimi rządami Macíasa Nguemy. Podobnie jak inni przynależni do niej literaci gwinejscy, Zamora powraca wielokrotnie do motywów uchodźstwa, wyzyskuje twórczo utrwalony w młodzieńczych wspomnieniach obserwowanej z oddalenia Gwinei. Przywołuje często wątki polityczne, a odległą ojczyznę opisuje często przez pryzmat jej bogatego krajobrazu i bujnej natury. Jego prace zostały uwzględnione w Antología de la literatura guineana (1984), uznawanej przez wielu za pracę założycielską narodowej literatury gwinejskiej. Był jednym z gwinejskich literatów uchwyconych w filmie dokumentalnym Subvaloradas sin ser vistas. Voces literarias de Guinea Ecuatorial w reżyserii Mischy G. Hendla (2009).
Jego aktywność muzyczna łączy się przede wszystkim z zespołem Máscara. Grupa ta, założona jeszcze w czasach kolonialnych, znana jest przede wszystkim z piosenek w annobońskim kreolu, w tym z często analizowanej przez krytykę i historyków kultury piosenki Bí Môlê.
Również krewni Zamory odcisnęli wyraźne piętno na życiu naukowym i kulturalnym Gwinei Równikowej. Ojciec, Maplal Loboch, był poetą, bracia znani są z aktywności muzycznej. Jeden z nich, Armando Zamora Segorbe, jest również językoznawcą, członkiem korespondentem Królewskiej Akademii Hiszpańskiej (RAE) oraz autorem gramatyki opisowej kreola z wyspy Annobón.